# Tomislav Grahovac
Tomislav Grahovac (Zagreb, 10. prosinca 1966.) - hrvatski odvjetnik i sportski djelatnik, predsjednik Hrvatskoga rukometnoga saveza, nekadašnji rukometaš i rukometni trener
Rođen je u Zagrebu, 10. prosinca 1966. godine. Grahovci potječu iz sela Bulinac kraj Bjelovara. Završio je srednju školu za administrativnoga službenika. Diplomirao je na Pravnom fakultetu u Zagrebu 1991. godine, nakon služenja vojnoga roka. Radio je u policijskoj postaji "Centar" u Zagrebu kao inspektor za suzbijanje kriminala. Otvorio je svoj odvjetnički ured 1997. godine, a 2015. otvorio je zajednički odvjetnički ured "Grahovac, Horvat i Zaper". Specijalizirao se za sportsko pravo, građansko i kazneno pravo. Zastupao je sportaše i sportske klubove, među kojima i hrvatske rukometaše Domagoja Duvnjaka, Patrika Ćavara, Zvonimira Bilića, Vladu Šolu, nogometaša Igora Bišćana, atletičarku Lise Nemec i dr. Bio je odvjetnik Mladenu Barišiću, bivšem rizničaru HDZ-a u aferi Fimi Media.
Igrao je rukomet za RK "Zagreb" osam sezona i nastupao u 2. ligi Jugoslavije. Nastupao je za hrvatsku rukometnu reprezentaciju u juniorskoj konkurenciji. Bio je trener mladih kategorija RK "Zagreba" i trener seniora RK "Zaprešića", s kojim je prešao iz 2. u 1. ligu. 1993. godine. Bio je potpredsjednik RK "Dubrava" i NK "Dubrava" te predsjednik Zagrebačkoga rukometnoga saveza.
Predsjednik je Hrvatskoga rukometnoga saveza od 2016. godine, a prije toga bio je predsjednik Komisije za propise HRS-a i predsjednik Nadzornog odbora. Za njegova mandata organizirano je Europsko prvenstvo u rukometu u Hrvatskoj 2018. Osvojeno na srebro na Europskom prvenstvu u rukometu - Austrija, Norveška i Švedska 2020. i zlato na Mediteranskim igrama 2018., a hrvatska ženska rukometna reprezentacija neočekivano je osvojila broncu na Europskom prvenstvu u rukometu za žene - Danska 2020.
Predsjednik je Arbitražne komisije Međunarodnoga rukometnoga saveza, predsjednik Arbitražne komisije Hrvatskoga olimpijskoga odbora i potpredsjednik SEHA lige.